# مردیت (کلرادو)
مردیت (به انگلیسی: Meredith) یک منطقهٔ مسکونی در ایالات متحده آمریکا است که در شهرستان پیکتین، کلرادو واقع شده‌است. مردیت ۲٬۳۶۹ متر بالاتر از سطح دریا واقع شده‌است.